# Edith Carlmar
Edith Carlmar (født Edith Mary Johanne Mathiesen, 15. november 1911 - 17. maj 2003) var en norsk skuespiller og filminstruktør. Hun er kendt for spillefilm såsom Fjols til fjells, Aldri annet enn bråk, og Ung flukt.
Carlmar voksede op på østkanten i Oslo. Hun blev født udenfor ægteskab, hvorfor hun havde en vanskelig barndom. Moren var en fattig syerske som måtte forære datteren til en plejefamilie, og havde mange børn og kun lidt plads. Da hun var seks kom Carlmar tilbage til sin mor, som havde fået en lejlighed hvor der var plads til dem begge to.
Carlmar gik på danseskole, og debuterede som danser da hun var 15 år gammel. I forbindelse med teateret mødte hun Otto Carlmar, som hun giftede sig med da hun blev 18 år. Fra 1936 arbejdede hun som skuespiller, først ved Trøndelag Teater og senere ved Det Nye Teater. Hun blev bekendt med Lillebil Ibsen og hendes mand, Tancred Ibsen, som introducerede hende til filmverdenen. Carlmar samarbejdede med ham i produktionen af Gjest Baardsen og Tørres Snørtevold, og blev senere meget interesseret i det nye medie.
I 1949 startede hun sammen med manden Carlmar Film A/S, og begyndte at skrive manuskript, instruere og producere film. De lavede bl.a. oslofilmene Bak kulissene, Kirker i Oslo, Langåra – et sommerparadis, Oslo bymuseum og Vann og kloakk. I løbet af ti år lavede de også ti spillefilm, fra mørke dramaer til komedier. De blev godt modtaget af publikum og og filmkritikere, men flere av dem skabte moralsk forargelse. Debutfilmen Døden er et kjærtegn handlede om kærlighed udenfor ægteskabet, mens Ung flukt fra 1959 med en nøgenbadende Liv Ullmann førte til en del postyr, og blev til og med debatteret i Stortinget.
Aldri annet enn bråk, som handler om en familie Bråten som havde fem børn og som kun havde et rum og et køkken, var en socialrealistisk skildring. Den omarbejdede teaterkomedie Fjols til fjells med Leif Juster blev en publikumssucces som bl.a. blev vist på norsk fjernsyn.
Efter de ti filme trak Carlmar sig tilbage som instruktør. Hun spillede senere forskellige biroller i teater og film. I 1994 fik hun Amandas ærespris, og i 2001 fik hun Norsk Filmforbunds ærespris for hendes arbejde med norsk film.
I 2010 blev Edith Carlmarprisen etableret for at hædre hende, og den første modtager var filmklipperen Zaklina Stojcevska.

## Udvalgt filmografi

### Skuespiller
- 1974 – Olsenbanden møter Kongen & Knekten
- 1948 – Den hemmelighetsfulle leiligheten
- 1943 – Vigdis (ikke krediteret)

### Instruktør
- 1959 – Ung flukt
- 1958 – Lån meg din kone
- 1957 – Fjols til fjells
- 1957 – Slalåm under himmelen
- 1956 – På solsiden
- 1955 – Bedre enn sitt rykte
- 1954 – Aldri annet enn bråk
- 1953 – Ung frue forsvunnet
- 1951 – Skadeskutt
- 1949 – Døden er et kjærtegn

### Instruktør (kortfilm)
- Bak kulissene
- Kirker i Oslo
- Langåra - et sommerparadis Arkiveret 7. marts 2016 hos  Wayback Machine - YouTube, udgivet af Oslo byarkiv
- Oslo bymuseum
- Vann og kloakk Arkiveret 9. marts 2016 hos  Wayback Machine - YouTube, udgivet af Oslo byarkiv